# Equazioni di Beltrami
Le equazioni di Beltrami, conosciute anche come equazioni di Beltrami-Michell, sono delle equazioni utilizzate per la risoluzione di un generico problema elastico in tre dimensioni trattato in teoria dell'elasticità.
Per la risoluzione del problema elastico nei solidi, uno degli approcci che si può seguire è il cosiddetto metodo degli sforzi. Detti {\displaystyle \sigma } le componenti del vettore sforzo ed {\displaystyle \varepsilon } le componenti della deformazione valgono le seguenti equazioni dette rispettivamente equazioni di equilibrio e di congruenza:
{\displaystyle {\frac {\partial \sigma _{xx}}{\partial x}}+{\frac {\partial \sigma _{xy}}{\partial y}}+{\frac {\partial \sigma _{xz}}{\partial z}}+F_{x}=0}
{\displaystyle {\frac {\partial \sigma _{yx}}{\partial x}}+{\frac {\partial \sigma _{yy}}{\partial y}}+{\frac {\partial \sigma _{yz}}{\partial z}}+F_{y}=0}
{\displaystyle {\frac {\partial \sigma _{zx}}{\partial x}}+{\frac {\partial \sigma _{zy}}{\partial y}}+{\frac {\partial \sigma _{zz}}{\partial z}}+F_{z}=0}
{\displaystyle {\frac {\partial ^{2}\varepsilon _{xy}}{\partial x\partial y}}={\frac {\partial ^{2}\varepsilon _{xx}}{\partial y^{2}}}+{\frac {\partial ^{2}\varepsilon _{yy}}{\partial x^{2}}}}
dove le x,y,z sono le coordinate di un sistema di riferimento cartesiano ortogonale, le F sono le componenti della forza esterna applicata lungo la terna degli assi.
Utilizzando la Legge di Hooke si perviene alle equazioni di Beltrami-Michell per il problema elastico tridimensionale
{\displaystyle {\begin{cases}\nabla ^{2}\sigma _{xx}+\left({\frac {1}{1+\nu }}\right){\frac {\partial ^{2}\Theta }{\partial x^{2}}}=-\left({\frac {\nu }{1-\nu }}\right)\nabla \cdot F-2{\frac {\partial F_{x}}{\partial x}}\\\nabla ^{2}\sigma _{yy}+\left({\frac {1}{1+\nu }}\right){\frac {\partial ^{2}\Theta }{\partial y^{2}}}=-\left({\frac {\nu }{1-\nu }}\right)\nabla \cdot F-2{\frac {\partial F_{y}}{\partial y}}\\\nabla ^{2}\sigma _{zz}+\left({\frac {1}{1+\nu }}\right){\frac {\partial ^{2}\Theta }{\partial z^{2}}}=-\left({\frac {\nu }{1-\nu }}\right)\nabla \cdot F-2{\frac {\partial F_{z}}{\partial z}}\\\nabla ^{2}\sigma _{xy}+\left({\frac {1}{1+\nu }}\right){\frac {\partial ^{2}\Theta }{\partial x\partial y}}=-\left({\frac {1}{1+\nu }}\right)\left({\frac {\partial F_{x}}{\partial y}}+{\frac {\partial F_{y}}{\partial x}}\right)\\\nabla ^{2}\sigma _{yz}+\left({\frac {1}{1+\nu }}\right){\frac {\partial ^{2}\Theta }{\partial y\partial z}}=-\left({\frac {1}{1+\nu }}\right)\left({\frac {\partial F_{y}}{\partial z}}+{\frac {\partial F_{z}}{\partial y}}\right)\\\nabla ^{2}\sigma _{xz}+\left({\frac {1}{1+\nu }}\right){\frac {\partial ^{2}\Theta }{\partial x\partial z}}=-\left({\frac {1}{1+\nu }}\right)\left({\frac {\partial F_{x}}{\partial z}}+{\frac {\partial F_{z}}{\partial x}}\right)\end{cases}}}
dove {\displaystyle \nu } è il modulo di Poisson e {\displaystyle \Theta =\sigma _{xx}+\sigma _{yy}+\sigma _{zz}}.
Queste equazioni, con relative condizioni al contorno, definiscono il problema elastico tridimensionale